# Violet (álbum de The Birthday Massacre)
Violet es el segundo álbum de The Birthday Massacre. Fue lanzado inicialmente como un EP en el 2004, el cual relanzaron como LP para darle un enfoque más comercial a través de Metropolis Records (Reino Unido y Norteamérica), Repo Records (Europa) y Hellion Records (Brasil) en el 2005 con algunas canciones extra, previamente incluidas en el álbum anterior, Nothing and Nowhere.

## Lista de canciones
Versión EP
| N.º | Título       | Letras         | Música              | Duración |  |
| 1.  | «Prologue»   |                | Rainbow, M. Falcore | 0:37     |  |
| 2.  | «Lovers End» | Rainbow, Chibi | Rainbow, M. Falcore | 4:18     |  |
| 3.  | «Violet»     | Rainbow        | Rainbow, M. Falcore | 3:37     |  |
| 4.  | «Red»        |                | J. Aslan            | 1:17     |  |
| 5.  | «Play Dead»  | Rainbow, Chibi | Rainbow, M. Falcore | 4:47     |  |
| 6.  | «Blue»       | Rainbow        | Rainbow             | 4:29     |  |
| 7.  | «Black»      |                | J. Aslan            | 1:34     |  |
| 8.  | «Holiday»    | Rainbow, Chibi | Rainbow             | 5:15     |  |
| 9.  | «Nevermind»  | Rainbow        | Rainbow, M. Falcore | 4:45     |  |

Versión LP
| N.º | Título           | Letras         | Música              | Duración |  |
| 1.  | «Prologue»       |                | Rainbow, M. Falcore | 0:38     |  |
| 2.  | «Lovers End»     | Rainbow, Chibi | Rainbow, M. Falcore | 4:14     |  |
| 3.  | «Happy Birthday» | Rainbow        | Rainbow             | 3:39     |  |
| 4.  | «Horror Show»    | Rainbow        | Rainbow, M. Falcore | 4:06     |  |
| 5.  | «Violet»         | Rainbow        | Rainbow, M. Falcore | 3:37     |  |
| 6.  | «Red»            |                | J. Aslan            | 1:11     |  |
| 7.  | «Play Dead»      | Rainbow, Chibi | Rainbow, M. Falcore | 4:47     |  |
| 8.  | «Blue»           | Rainbow        | Rainbow             | 4:30     |  |
| 9.  | «Video Kid»      | Rainbow        | Rainbow             | 4:34     |  |
| 10. | «The Dream»      | Rainbow, Chibi | Rainbow, M. Falcore | 3:51     |  |
| 11. | «Black»          |                | J. Aslan            | 1:29     |  |
| 12. | «Holiday»        | Rainbow, Chibi | Rainbow             | 5:14     |  |
| 13. | «Nevermind»      | Rainbow        | Rainbow, M. Falcore | 4:36     |  |

## Fechas de lanzamiento
| País           | Fecha                    |
| -------------- | ------------------------ |
| Alemania       | 25 de octubre de 2004    |
| Canadá         | 9 de agosto de 2005      |
| Japón          | 9 de agosto de 2005      |
| Estados Unidos | 9 de agosto de 2005      |
| Reino Unido    | 12 de septiembre de 2005 |
| Francia        | 29 de noviembre de 2005  |
| Italia         | 12 de diciembre de 2005  |
| Países Bajos   | 1 de marzo de 2007       |

## Créditos
- Chibi - Voz
- Rainbow - Guitarra y Efectos
- Michael Falcore - Guitarra
- J. Aslan - Bajo
- Rhim - Batería

## Reseñas
- Allmusic  link